# Йобст Херман (Липе)
Йобст Херман фон Липе (на немски: Jobst Hermann zur Lippe: * 9 февруари 1625 в Детмолд; † 6 юли 1678 в Бистерфелд) от Дом Липе е от 1666 до 1678 г. граф и господар на Липе-Щернберг-Шваленберг, основател на линията Липе-Бистерфелд на фамилията Дом Липе.
Той е син на господар и граф Симон VII фон Липе-Детмолд (1616 – 1666) и втората му съпруга графиня Мария Магдалена фон Валдек-Вилдунген (1606 – 1671), граф Кристиан фон Валдек-Вилдунген (1585 – 1637) и съпругата му графиня Елизабет фон Насау-Зиген (1584 – 1661).
През 1624 г. майка му графиня Мария Магдалена купува имението Бистерфелд (днес в Люгде) за 6000 талери. Йобст Херман получава Щернберг-Шваленберг и строи от 1678 г. господарската резиденция Бистерфелд.
Той е приет в литературното общество „Fruchtbringende Gesellschaft“.

## Фамилия
Йобст Херман се жени на 10 октомври 1654 г. в дворец Витгенщайн за графиня Елизабет Юлиана фон Сайн-Витгенщайн-Хоенщайн (* 4 октомври 1634 във Франкфурт на Майн; † 23 юни 1689 в Бистерфелд), дъщеря на граф Йохан VIII фон Сайн-Витгенщайн-Хоенщайн-Фалендар (1601 – 1657) и графиня Анна Августа фон Валдек-Вилдунген (1608 – 1658). Те имат 20 деца:
- Симон Йохан (1655 – 1656)
- Йохан Август (1657 – 1709)
- Симон Христиан (1659 – 1660)
- Теодор Адолф (1660 – 1709)
- Йохан Фридрих (1666 – 1712)
- Георг Лудвиг (1670 – 1693)
- Рудолф Фердинанд (1671 – 1736), граф и господар на Липпе-Щернберг-Шваленберг-Бистерфелд (1678 – 1736), женен в Хале на Зале на 22 февруари 1705 г. за графиня Юлиана Луиза фон Куновиц (1671 – 1754), дъщеря на граф Йохан Дитрих фон Куновиц и графиня Доротея фон Липе-Браке
- Вилхелм Христиан (1672 – 1674)
- Симон Христиан (1674 – 1677)
- Юлиана Елизабет (1656 – 1709), омъжена на 6/8 юни 1678 г. за граф Кристоф Кристиан фон Лайнинген-Вестербург (1656 – 1728), син на граф Георг Вилхелм фон Лайнинген-Вестербург и графиня София Елизабет фон Липе-Детмолд
- София Шарлота (1658 – 1659)
- Мария Христина (1662 – 1719)
- син, роден мъртъв (1663)
- Христиана Ернестина (1664 – 1686)
- Анна Августа (1665 – 1730)
- Магдалена Емилия (1667 – 1687)
- Конкордия Доротея (1668 – 1677)
- Елизабет Шарлота (1675 – 1676)
- София Юлиана (1676 – 1705), омъжена на 23 октомври 1694 г. за граф Хайнрих Албрехт фон Сайн-Витгенщайн-Хоенщайн (1658 – 1723), син на Густав фон Сайн-Витгенщайн-Хоенщайн
- Юстина Хермина (1679 – 1704)